# Avenue du Parallèle
 (juin 2015).
Si vous disposez d'ouvrages ou d'articles de référence ou si vous connaissez des sites web de qualité traitant du thème abordé ici, merci de compléter l'article en donnant les références utiles à sa vérifiabilité et en les liant à la section « Notes et références ».
L’avenue du Parallèle (en catalan : Avinguda del Paral·lel [ə.βiŋˈɡu.ðə dəɫ pə.ɾəɫˈɫɛɫ]) est l'une des principales avenues de Barcelone, qui relie les anciens chantiers navals (drassanes) à la place d'Espagne. L'avenue est tracée sur le parallèle terrestre 41°22′34″ nord, d'où elle tire son nom. Au pied de Montjuïc, cette avenue sépare le quartier de Poble-sec, au sud, des quartiers de Ciutat Vella et de l'Eixample, au nord.

## Histoire
L'avenue a été inaugurée le 8 octobre 1894. Bien que l'usage populaire lui ait toujours attribué le nom de « Parallèle », l'avenue a pris divers noms :
- à partir de 1874 : avenue du marquis du Duero
- à partir de 1932 : avenue de Francesc Layret
- à partir de 1939 : avenue du marquis du Duero
- à partir de 1979 : avenue du Parallèle

## Transports
- (stations Espanya, Poble Sec, Paral·lel)
- (station Paral·lel)
- (station Espanya)
- (station Plaça d'Espanya)

## Spectacles
« Le Parallèle » a longtemps concentré un grand nombre de lieux de spectacles. De la fin du XIXe siècle au début des années 1970, sur une longueur de moins de 200 mètres étaient concentrés plus de 11 théâtres, divers cabarets et autres salles de spectacles. Son importance dans ce domaine est équivalente à celle de Montmartre à Paris à la même époque.
Aujourd'hui, les centres d'activités se sont déplacés vers le centre-ville et seuls trois théâtres maintiennent leur activité sur l'avenue du Parallèle.

### Salles de spectacles
Théâtres
- Gran Teatre Espanyol (1892-1980).
- Teatre Arnau (1894-2004).
- Teatre Olímpia, Paral·lel, disparu (1900-1909).
- Teatre Talia (1900-1988).
- Teatre Apol·lo (depuis 1901).
- Teatre Nou (1901-1988).
- Teatre Condal (depuis 1903).
- Teatre Victòria (depuis 1905).
- Teatre Còmic (1905-1962).
- Teatre Circ Olympia, Ronda de Sant Pau (1924-1947).
- Teatre Espanya (1909-1925).

Music-halls
- El Molino (depuis 1899, en travaux).
- Pompeia (1900-1950).
- Bataclan (1902-1942).

Cafés
- Bar Chicago
- Gran Cafè Espanyol
- Bar Rosales

Salles de danse
- El Tropezón
- Sala Apol·lo